# Accipiter castanilius
El gavilán flanquirrojo (Accipiter castanilius) es un ave rapaz perteneciente a la familia Accipitridae, del orden Accipitriformes. Su área de distribución abarca una superficie de 20 000 km² y comprende a los países de Angola, Camerún, República Centroafricana, República del Congo, República Democrática del Congo, Guinea Ecuatorial, Gabón, Nigeria y Uganda. Es un ave sedentaria que vive en altitudes desde el nivel del mar hasta los 750 m.
Su dieta es menos especializada que la de otras especies de la familia Accipiter y consiste en una amplia variedad de presas, como pequeños mamíferos, insectos, reptiles y anfibios, así como otras aves. Caza en zonas de monte bajo o escasamente arbolado y a menudo sigue a las columnas de hormigas para cazar invertebrados y pequeños vertebrados perturbados por ellas, así como a las pequeñas aves insectívoras que también las persiguen. El período de cría se desarrolla entre los meses de enero a abril.